# Голос монстра (фильм)
«Голос монстра» (англ. A Monster Calls) — кинофильм режиссёра Хуана Антонио Байоны 2016 года, драма. Идея сюжета пришла к ирландской писательнице Шивон Дауд (англ. Siobhan Dowd) во время ее заболевания раком. Она умерла, не успев написать книгу, и ее издатель предложил реализовать ее идею писателю Патрику Нессу, который в 2011 году написал на основе её идеи роман, а затем сценарий для данного фильма. Мировая премьера состоялась на Кинофестивале в Торонто 10 сентября 2016 года. Фильм вышел в прокат в Испании 7 октября 2016 года.

## Сюжет
Двенадцатилетний мальчик Конор О’Малли оказался в тяжелой ситуации: отец бросил их с мамой и завел новую семью в Америке, а мама заболела раком. Вдобавок над Конором каждый день издеваются и бьют школьные хулиганы, друзей у него нет. Пока мама болеет, Конору приходится взять на себя все обязанности по дому. Конора хочет взять к себе жить бабушка, мать его мамы, но он считает ее строгой и педантичной и совсем не хочет с ней жить. Конор — творческая натура, у него богатое воображение, он много рисует и фантазирует, и вот когда ему становится совсем плохо, он придумывает огромного монстра — ожившее старое дерево с кладбища, которое приходит, громит его дом, достает его прямо в пижаме из спальни и заставляет его слушать истории, которые Конор слышать совсем не хочет.
В своих историях дерево-монстр рассказывает, как сложно и неоднозначно устроен мир и люди, как добро может казаться злом, а зло добром, что зло нередко остается безнаказанным и побеждает, и что злой поступок может подчас приводить к хорошим последствиям. Слушая истории монстра, Конор постепенно освобождается от своих наивных детских представлений о мире и начинает понимать, что в реальности все иначе, чем кажется ребенку. Сначала в Коноре возникает неприятие новой «взрослой» реальности и просыпается агрессия, в приступе буйства он громит гостиную в доме бабушки, он также впервые в жизни дает отпор хулигану в школе и даже избивает его. Затем Конор просит отца забрать его в Америку, но тот отказывает.
После третьей истории монстр обязывает Конора самого рассказать последнюю историю, которая должна быть правдивой. Конор превозмогает свой страх и открывает монстру свои тайные мысли и желания, которые мучили его с начала болезни мамы, и для него наступает катарсис.
В конце фильма мама Конора умирает от рака, Конор налаживает отношения с бабушкой и переезжает жить в ее дом, заняв детскую комнату своей мамы. Открыв детские рисунки своей мамы, он неожиданно обнаруживает среди них рисунки дерева-монстра из его историй.

## В ролях
- Льюис Макдугалл — Конор О'Малли
- Лиам Нисон — монстр (озвучание и мимика CG-модели)
- Тоби Кеббелл — отец Конора
- Фелисити Джонс — мать Конора
- Сигурни Уивер — бабушка Конора
- Джеральдина Чаплин — директор школы
- Джеймс Мелвилл — Гарри

## Производство
В марте 2014 года Focus Features приобрела права на экранизации книги. В апреле стало известно, что роль матери Конора сыграет Фелисити Джонс. В мае к проекту присоединился Лиам Нисон, чтобы сыграть роль монстра. В августе к составу актёров также подключились Сигурни Уивер и Тоби Кеббелл.
Съёмки фильма начались 30 сентября 2014 года и проходили в Испании и Англии.

## Критика
Фильм получил преимущественно положительные оценки кинокритиков. На агрегаторе рецензий Rotten Tomatoes фильм имеет рейтинг 86 % на основе 268 рецензий со средней оценкой 7,6 из 10. На сайте Metacritic фильм получил оценку 76 из 100, что соответствует статусу «в основном положительные отзывы».

## Награды и номинации
- 2016 — специальное упоминание на кинофестивале в Сан-Себастьяне.
- 2016 — номинация на приз «Золотая лягушка» фестиваля операторского искусства Camerimage (Оскар Фаура).
- 2017 — премия Европейской киноакадемии лучшему европейскому дизайнеру звука (Ориоль Тарраго), а также номинация на приз зрительских симпатий.
- 2017 — 9 премий «Гойя»: лучшая режиссура (Хуан Антонио Байона), лучшая оригинальная музыка (Фернандо Веласкес), лучшая операторская работа (Оскар Фаура), лучший монтаж (Бернат Вилаплана, Хайме Марти), лучшая работа художника-постановщика (Эухенио Кабальеро), лучшее руководство съёмками (Сандра Эрмида), лучший грим и причёски, лучший звук, лучшие спецэффекты. Кроме того, лента получила три номинации: лучший фильм, лучший адаптированный сценарий (Патрик Несс), лучшая актриса второго плана (Сигурни Уивер).
- 2017 — две номинации на премию «Сатурн»: лучший фильм в жанре фэнтези, лучший молодой актёр (Льюис Макдугалл).
- 2017 — премия Лондонского кружка кинокритиков лучшему молодому британскому или ирландскому актёру (Льюис Макдугалл).